# Crab Invasion
Crab Invasion – polski zespół rocka alternatywnego, założony w 2009 roku w Lublinie.

## Historia
Grupa od początku przechodziła częste zmiany personalne, z czasem po przeprowadzce lidera do Warszawy większością członków stali się mieszkańcy stolicy. Pierwszą EP-kę Extend Your Life wydała w 2010, z czasem przesuwając się z surowego indie rocka w kierunku eklektycznego rocka, czerpiącego z popu, funku i muzyki elektronicznej. W 2012 wystąpiła na trasie Męskie Granie, zwyciężając jeden z etapów konkursu Nowe Męskie Granie; w tym samym roku uczestniczyła także w Off Festival i Open’er Festival i została laureatem konkursu T-Mobile. W 2013 pojawiła się pierwsza płyta Trespass. W 2014 zespół uczestniczył w programie X Factor. Wokalista Jakub Sikora prowadzi także solową działalność pod pseudonimem ZaStary.

## Obecny skład
Podano za:
- Jakub Sikora (ZaStary) – wokal, gitara
- Robert Sikora – wokal, bas
- Hugh – klawisze, gitara
- Tomasz Skórzyński (Plażowy Tomi) – perkusja (od 2012)

## Dyskografia
Albumy
- Trespass (2013, Postaranie Records)

EP
- Extend Your Life (2010)
- Dart (2013, Postaranie Records)

Single
- Lesson 01/Margin of Order (2011)
- Caps (2012)
- I Wanna Dance with Somebody (ft. Ala Boratyn) (2017)